# 阿诺·彭齐亚斯
阿诺·阿兰·彭齐亚斯（德語：Arno Allan Penzias，1933年4月26日—2024年1月22日），德國出生的美國射电天文学家，犹太人，1964年与罗伯特·威尔逊一起发现了微波背景辐射，并因此获得1978年诺贝尔物理学奖。
彭齐亚斯1933年出生于德国的慕尼黑，后随全家移居美国。是1939年二战爆发前最后一批逃离纳粹德国的难民。到达美国后就读于纽约市立学院，1954年毕业于物理系，毕业后在陆军通讯兵团服役。两年后，彭齐亚斯进入哥伦比亚大学就读，1958年获得硕士学位，1962年获得博士学位。而后任职于新泽西州霍姆代尔附近克劳福德山的贝尔电话公司。1964年，彭齐亚斯和同在贝尔电话公司工作的威尔逊使用一具为早期通讯卫星设计的天线，接收到了来自天空的均匀、且不随时间变化的讯号。1965年，他们二人在《天体物理学报》上发表了题为《在4080兆赫上额外天线温度的测量》的论文，宣布了这个发现。随后，普林斯顿大学的狄克等人在同一杂志上解释道，这就是宇宙微波背景辐射。宇宙微波背景辐射的发现为宇宙大爆炸理论提供了有力证据。彭齐亚斯和威尔逊也因此获得1978年诺贝尔物理学奖。

## 参阅
- 罗伯特·威尔逊
- 宇宙微波背景辐射